# أداجيا

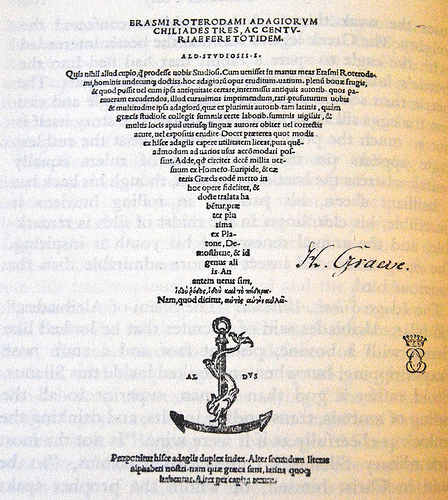
عنوان الصفحة من طبعة 1508

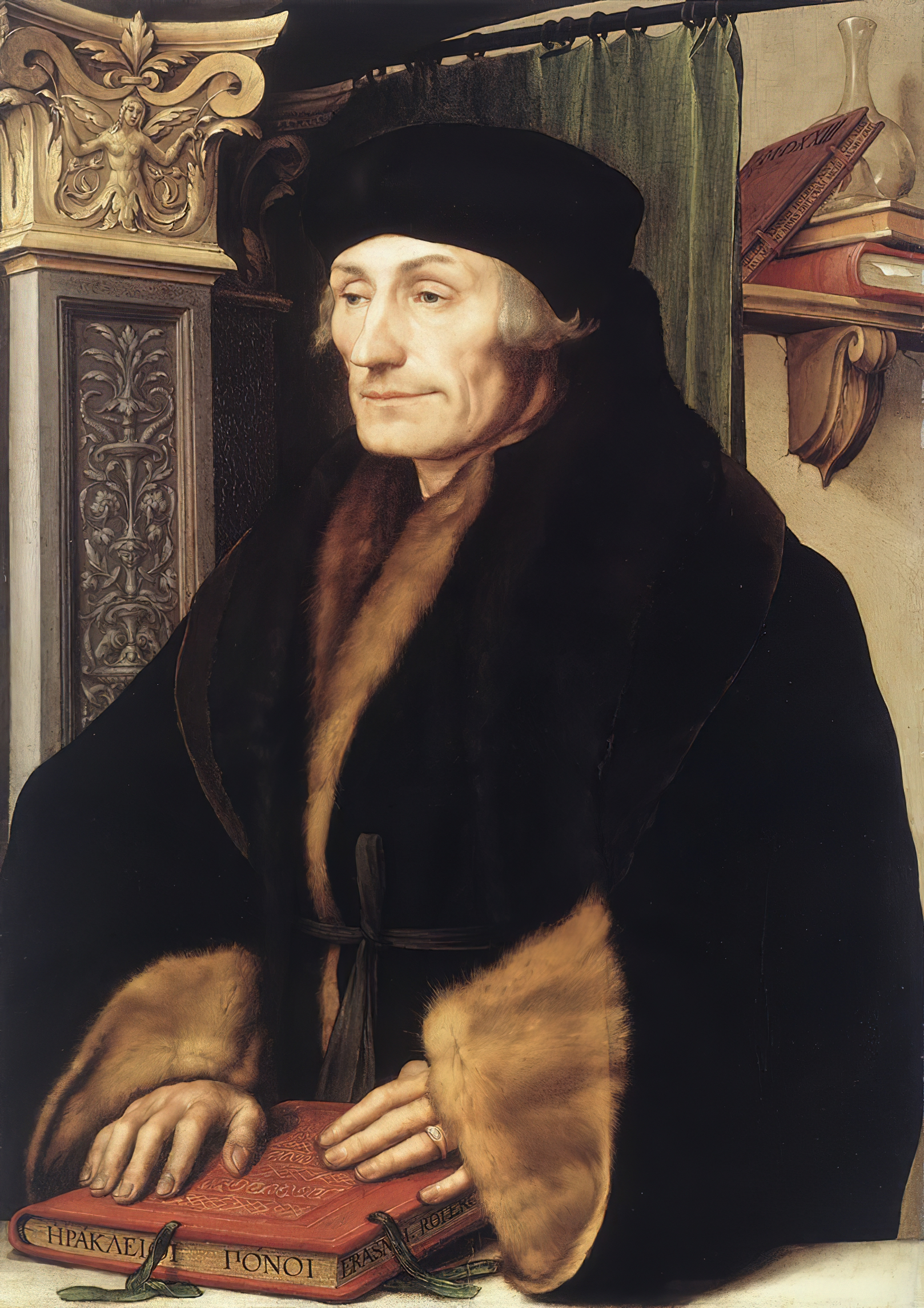
المترجم, ايراسموس

Adagia (المفرد adagium) هو عنوان مجموعة مشروحة من الأمثال اليونانية و اللاتينية، وقد تم تجميعها خلال عصر النهضة بواسطة الهولندي دسيديروس اراسموس. مجموعة أمثال ايراسموس هي واحدة من أكثر المجموعات التي تم جمعها أثرية على الإطلاق
الطبعة الأولى بعنوان Collectanea Adagiorum, نشرت في باريس في 1500 في كتاب مكون من حوالى ثمان مائة مدخل. بحلول عام 1508 وبعد إقامته في إيطاليا، وسع ايراسموس المجموعة (التي تسمى الآن Adagiorum chiliades أو "الآلاف من الأمثال") إلى أكثر من 3000 بند، يرافق العديد منهم شروحات غنية بالتعليقات بعضها مقالات مختصرة عن السياسية والمواضيع الأخلاقية. استمر العمل في التوسع حتى وفاة المؤلف في 1536 (المجموع النهائي البالغ 4,151 مقالة) ، مؤكدا ثمرة قراءة ايراسموس الواسعة في الأدب القديم.

## أمثلة شائعة منAdagia
العديد من أداجيا أصبحت أمثلة شائعة في العديد من اللغات الأوروبية، ونحن ندين استخدامنا لهم إلى ايراسموس. وما يعادلها في اللغة الإنجليزية ما يلي:
| - تسرع أكثر يعني سرعة أقل - خطوة واحدة في المرة - أن يكون في نفس القارب (الوضع) - قيادة أحدهم من الأنف - طائر نادر - حتى الطفل يمكن أن يرى ذلك - قدم في قارب شارون (قدم في القبر) - المشي على أطراف الأصابع - واحدة بواحدة - خارج السرب - نقطة في الوقت المناسب - أعطى سيئة كما حصلت (أعطى جيدة كما حصلت) - أن نسمي الأشياء بأسمائها - فقست من بيضة واحدة، - يصل إلى الأذنين (متورط) - كما لو في مرآة - فكر قبل أن تبدأ - ما حدث لا يمكن التراجع عنها - العديد من parasangs قدما (بأميال) - لا يمكننا أن نفعل كل شيء - جعل أيدي العديد من الأعمال الخفيفة - جثة المعيشة - حيث هناك حياة هناك أمل - إلى قطع سريعة - الزمن يكشف كل شيء - الأصفاد الذهبي - دموع التماسيح - عرض الإصبع الأوسط - كنت قد لمست هذه المسألة مع إبرة نقطة (مسمر) - السير على حبل مشدود - وقت الغضب الحزن (الزمن يداوي كل الجروح) - مع ريح - تتدلى الطعم - ابتلاع هوك - أحشاء الأرض | - من السماء إلى الأرض - الكلب يستحق عشاؤه - أن ترسو - طحن الأسنان - بعيدا عن العلامة - إكمال دائرة - في أرض العميان رجل أعور هو ملك - السعال مقابل ضرطة - لا قال في وقت أقرب مما فعلت - لا مع أشياء سيئة أو بدونها (النساء: لا يمكن العيش معهم، لا نستطيع العيش بدونهم) - بين الحجر و المزار (بين المطرقة والسندان) - مثل التدريس رجل عجوز لغة جديدة (لا يمكن تعليم الكلب الحيل القديمة الجديدة) - شر لا بد منه - هناك العديد من زلة 'twixt كأس الشفاه - أن ضغط الماء من الحجر - أن تدخر وسعا - اسمحوا الإسكافي التمسك آخر (عصا الحياكة) - الله يساعد أولئك الذين يساعدون أنفسهم - العشب أكثر اخضرارا من فوق السياج - العربة قبل الحصان - الكلب في المذود - واحد السنونو لا يصنع الصيف - كان قلبه في حذائه - النوم عليه - لكسر الجليد - الشكل السفينة - يموت من الضحك - أن يكون الحديد في النار - أن ننظر الحصان هدية في الفم - لا سمك ولا لحم - من شابه أباه فما ظلم - لا يستحق فرقعة الأصابع - ان الضربات بلده البوق - عرض أحد الكعب |

## السياق
العمل يعكس نموذجية عصر النهضة تجاه النصوص الكلاسيكية: إلى الطرافة، التي كانت تناسب الاعتمادات و التضخيم، كتعبيرات الحكمة الخالدة والتي اكتشفت من قبل المؤلفين الكلاسيكيين. بل هو أيضا تعبير عن  الإنسانية المعاصرة: أداجيا لا يمكن أن يحدث إلا من خلال البيئة التطورية الفكرية التي ظهر بها الحرص على الاهتمام بمجموعة أوسع من النصوص الكلاسيكية أنتجت صورة أكثر كمالا للأدب في أوروبا في العصور الوسطى مما كان ممكنا.  في الفترة التي غالبا ما تميزت بالخطوط الخاصة والحواشي في النصوص المطبوعة، وفي الفترة التي تميزت بالقدرة على استخدام  الحكمة الكلاسيكية لتعزيز الحجج الحديثة كان جزء هام من العلماء وحتى الخطاب السياسي، فإنه ليس من المستغرب أن كتاب ايراسموس' Adagia كان من بين الأكثر مجلدات شعبية في هذا القرن.
المصدر: Erasmus, Desiderius. Adages in Collected Works of Erasmus. Trans. R.A.B Mynors et al. Volumes 31–36. Toronto: University of Toronto Press, 1982–2006. (A complete annotated translation into English. There is a one-volume selection: Erasmus, Desiderius. Adages. Ed. William Barker. Toronto: University of Toronto Press, 2001.)

## وصلات خارجية
- Adagia, complete Latin text online Base text used for the 2011 Belles Lettres translation in French.
- Adagia, complete Latin text online Searchable text from the nine-part volume II of the ASD Opera omnia, with full annotations and commentary. The actual volumes are available as scans from Open Access.
- Adagia, complete Latin text Scan of volume II of the Leiden Opera omnia of 1703-6.
- List of the proverbs From the 1703 Leiden Opera omnia, Leiden University.
- Proverbs taken chiefly from the Adagia (1814) explained and freely downloadable through the Internet Archive.
- Suringar, W. H. D. Erasmus over nederlandsche spreekworden (Utrecht 1873) An extraordinary and formerly hard-to-find compilation that identifies Erasmus' proverbs in many 16th-century vernacular proverb collections.